# Зехра Ніґа
Зехра Ніґа (урду زہرا نگاہ) — відома поетеса і сценаристка урду з Пакистану, якого ласкаво називають «Зехра Апа». Будучи однією з піонерок жіночої поезії на урду, Ніґа була однією з перших поетес, які отримали визнання у сфері, де домінують чоловіки. Досягнення Ніґи особливо помітні у царині мушайра, де вона вважається першою жінкою-поетом, яка повною мірою брала участь і залишила тривалий вплив. Крім того, Ніґа іноді працює авторкою пісень і сценаристкою.
Високо шанована в літературній спільноті за поєднання сучасної жіночої та класичної поезії, Ніґу цінують не лише за її досвід, але й за її харизматичну особистість. Вона часто головує на літературних заходах і сесіях, включно з головою президії Конференції урду в Алмі та Жіночої конференції. Ніґа отримала численні нагороди, зокрема «Гордість виконання» (2006), премію LLF за життєві досягнення (2013), премію Аллама Ікбал (2018), літературну премію UBL за життя (2019) і премію Ради мистецтв за життєві досягнення (2021). Її відомі твори становлять «Shaam Ka Pehla Tara», «Warq», «Firaq» і «Gul Chandni». Нещодавно вийшла збірка її віршів «Lafz».

## Особисте життя
Зехра народилася в Гайдарабаді, Британська Індія. Їй було 10 років, коли вона разом із сім'єю переїхала до Пакистану після поділу Індії в 1947 році. Її батько був державним службовцем і цікавився поезією. Старша сестра Зехри, Фатіма Сурайя Баджія, також була письменницею. Один із її братів, Анвар Максуд, є письменником, сатириком і телеведучим, а інший брат, Ахмад Максуд, був секретарем уряду Сінду. Зехра вийшла заміж за Маджида Алі, який був державним службовцем і цікавився суфійською поезією.

## Кар'єра
Зехра Ніґа почала свою письменницьку кар'єру в дитинстві. У 14 років вивчила напам'ять вірші видатних поетів. Вона надихається класичною традицією поезії урду.
Журнал Front Line зазначає:
Близько 1922 року вітальня в сімейному будинку Зехра використовувала центральну сцену для історичних зустрічей поетів росту Ікбал, Фірак, Махдум, Фаїз Ахмад Фаїз та Маяз. "Академічні заняття, поезія і музика доповнювали мій будинок", - каже вона, додаючи: "Моя мати зазвичай вчилася музиці у свого устада [учителя], сидячи за пардой. Мій дідусь по материнській лінії заохочував нас, дітей, переглядати таких суворих поетів, як Хаали і Ікбал, з правильним значенням, вимовою і стилем читання. Він спокушав нас, кажучи: "Якщо ви вивчите "Джаваб-і-Шикву" Ікбали або "Мусаддас-і-Халі", ви отримаєте п'ять рупій". І ми докладали всіх наших зусиль, щоб запам'ятати їх. Моє навчання було таке, що в чотири роки я навчилася правильного стилю декламації та вимові, а до того часу, коли мені було 14, я вивчила шедеври більшості великих поетів напам'ять.
У 2012 році колеги-письменники провели захід у Раді мистецтв Пакистану, Карачі, щоб випустити компакт-диск із поезією Зехри Ніґи, записаний її власним голосом. Головував на заході письменник Інтізар Хусейн, а також брав участь відомий гуморист Муштак Ахмед Юсуфі.

## Нагороди та визнання
- У 2006 році вона отримала нагороду «Гордість виконання» від президента Пакистану. За словами однієї з головних газет Індії, «Зехра Ніґа — дуже улюблена й шанована поетеса в Пакистані».[3]

## Почесті
- Доповідач, серія спеціальних лекцій Університету Аґа Хана 2013 р
- Головний гість, скликання IVS 2014
- Стілець, запуск Shaam-e-Sher-e-Yaaran Муштаком Ахмедом Юсуфі 2014
- Голова, презентація цифрової збірки віршів д-ра Пірзади Касіма 2014
- Основний доповідач, Ісламабадський літературний фестиваль 2014
- Основний доповідач Літературного фестивалю в Карачі 2015
- Основний доповідач, Ісламабадський літературний фестиваль 2015
- Член Президії, Запуск Arzu Center в Університеті Хабіба 2015

## Публікації
- Shaam Ka Pehla Tara
- Waraq
- Firaaq
- Gul Chandni